# Surinaams volleybalteam (mannen)
Het Surinaams mannenvolleybalteam vertegenwoordigt Suriname tijdens internationale volleybalwedstrijden. Het team maakt deel uit van de Surinaamse Volleybal Bond en het Surinaams Olympisch Comité.
Het team werd in 2018 winnaar van de kampioenschappen van de CAZOVA (Caribbean Zonal Volleyball Association), een subbond van de North, Central America and Caribbean Volleyball Confederation.
In 2021, staat de ploeg wereldwijd op de 73e plaats van de FIVB Senior Wereldranglijst - Heren met een wereldranglijstscore van 84. De ploeg stond in september 2019 wereldwijd op de 65e plaats van de Fédération Internationale de Volleyball (FIVB).

## Ontwikkelingsproject
Op zondag 13 juni 2021, heeft het bestuur van de Surinaamse Volleybal Bond (SUVOBO) het ontwikkelingsproject dat drie maanden zal duren gelanceerd in het Lyceum Sportcentrum. Het project werd 2020 goedgekeurd door de Fédération Internationale de Volleyball (FIVB). Voor het ontwikkelingsproject zal Augusto Sabbatini uit Brazilië technische en tactische vaardigheden aanleren aan de spelers van het nationale herenteam en de coaches.

## Toernooirecord

### Pan-American Cup
- 2021 Dominican Republic — 6e plaats
Keven Sporkslede, Zefanio Breinburg, Casey Foe-A-Man, David Pinas, Dean Kasdi, Ethan Asimia, Clyde Fraser, Quincy Kruydenhof, Joshua Dwarkasing, Kevin Lo-Fo-Wong. Hoofdcoach: Augusto Sabbatini.

## Huidige selectie
De huidige selectie van het Surinaams herenvolleybalteam (stand: september 2021).
| Nr | Naam                | Club                      | Land | Positie             | Lengte | Interlands |
| -- | ------------------- | ------------------------- | ---- | ------------------- | ------ | ---------- |
| 1  | Dean Kasdi          | LIVO                      | SUR  | Buitenaanvaller     | 179    |            |
| 2  | Avery Molijn        |                           | SUR  |                     |        |            |
| 3  | Adyante Akiemboto   | VIOS                      | SUR  | Middenblokker       | 194    |            |
| 4  | Ethan Asimia        | LIVO                      | SUR  | Buitenaanvaller     | 189    |            |
| 5  | Chikel Van der Boom | VIOS                      | SUR  |                     |        |            |
| 6  | David Pinas         | LIVO                      | SUR  | Buitenaanvaller     | 194    |            |
| 7  | Keven Sporkslede    | Yelyco                    | SUR  | Buitenaanvaller     | 198    |            |
| 8  | Antoine Vliet       | Yelyco                    | SUR  | Diagonaal           | 180    |            |
| 9  | Zefanio Breinburg   | Yellow Birds              | SUR  | Diagonaal           | 196    |            |
| 10 | Clyde Fraser        | Yelyco                    | SUR  | Middenblokker       | 191    |            |
| 11 | Leonel Mahabali     |                           | SUR  |                     |        |            |
| 12 | Casey Foe-A-Man     | Yelyco                    | SUR  | Spelverdeler/Setter | 184    |            |
| 13 | Marcel Krak         |                           | SUR  |                     |        |            |
| 14 | Quincy Kruydenhof   | Yelyco                    | SUR  | Middenblokker       | 202    |            |
| 15 | Jonovan Wijngaarde  | Scholen Volley Vereniging | SUR  |                     |        |            |
| 16 | Joshua Dwarkasing   | Yellow Birds              | SUR  | Libero              |        |            |
| 17 | Kevin Lo-Fo-Wong    |                           | SUR  | Setter              |        |            |
| 18 | Isaiah Myr          | Yellow Birds              | SUR  | Middenaanvaller     |        |            |
| 19 | Zercinio Wilson     |                           | SUR  |                     |        |            |
| 20 | Gino Naarden        | Raiso Loimu               | SUR  | Buitenaanvaller     | 200    |            |
| 21 | Sharuc Deira        |                           | SUR  |                     |        |            |
| 22 | Rivaldo Kasanpawiro |                           | SUR  |                     |        |            |
| 23 | Dancell Leter       |                           | SUR  |                     |        |            |
| 24 | Faith Lavenberg     |                           | SUR  |                     |        |            |
| 25 | Alan Salijo         |                           | SUR  | Spelverdeler/Setter |        |            |